# Baczmaha
Baczmaha – szkic powieściowy autorstwa Mieczysława Gwalberta Pawlikowskiego, napisany w 1898.
Autor tym szkicem zapoczątkował serię zakopiańskich romansów literackich. Zakopane stało się w końcu XIX wieku miejscem spotkań elit intelektualnych i biznesowych wszystkich zaborów. Wiązały się a tym liczne skandale obyczajowe, a także zwykłe zabiegi matrymonialne, czynione przez osoby w różnym stopniu znane w określonych środowiskach. W szkicu autor zajmuje się w mniejszym stopniu typowym erotyzmem kurortowym, a bardziej opisaniem romantycznej gry miłosnej, mającej na celu wyeliminowanie rywali i pozyskanie ukochanej kobiety. Zabiegi te opisane są z dużą dozą humoru, na tle umiejętnie kreślonych pejzaży tatrzańskich. 
Podobną tematykę porusza powieść Sezonowa miłość autorstwa Gabrieli Zapolskiej z 1905.